# Nati nel 1991/Dicembre
| Questa pagina contiene informazioni ricavate automaticamente dalle voci biografiche con l'ausilio del template Bio e di un bot. L'aggiornamento è periodico e automatico e ricostruisce completamente la pagina. Se manca una persona in questa lista, sei pregato di non aggiungerla, ma accertati piuttosto che la sua voce biografica contenga il template Bio e che i dati anagrafici siano correttamente compilati. Se il template Bio manca, inseriscilo tu stesso o, in alternativa, metti l'avviso {{tmp\|Bio}} che ne segnala la mancanza. Se i dati riportati sono sbagliati, correggi direttamente la voce biografica; le modifiche saranno visibili in questa lista entro pochi giorni. Per chiarimenti vedi il progetto biografie. La lista contiene solo le 410 persone che sono citate nell'enciclopedia e per le quali è stato implementato correttamente il template Bio. Pagina aggiornata al 18 ago 2025. |

- 1º dicembre - Rakeem Christmas, cestista statunitense
- 1º dicembre - Bryce Douvier, cestista austriaco
- 1º dicembre - Tomáš Hájek, ex calciatore ceco
- 1º dicembre - Dontae Johnson, giocatore di football americano statunitense
- 1º dicembre - Hilda Melander, ex tennista svedese
- 1º dicembre - Marine Oberson, ex sciatrice alpina svizzera
- 1º dicembre - Adnan Sečerović, calciatore bosniaco
- 1º dicembre - Sun Yang, nuotatore cinese
- 1º dicembre - Jake Taylor, calciatore inglese
- 1º dicembre - Thallyson, calciatore brasiliano
- 2 dicembre - Anne Buijs, pallavolista olandese
- 2 dicembre - Chloé Dufour-Lapointe, sciatrice freestyle canadese
- 2 dicembre - Elisa Gasparin, biatleta svizzera
- 2 dicembre - Rodrigo Gattas, calciatore cileno
- 2 dicembre - Brandon Knight, cestista statunitense
- 2 dicembre - Sandro Lohmann, attore tedesco
- 2 dicembre - Chantel Malone, lunghista e velocista anglo-verginiana
- 2 dicembre - Petr Medulič, sciatore freestyle russo
- 2 dicembre - Luna Zimić Mijović, attrice bosniaca
- 2 dicembre - Jordon Mutch, calciatore inglese
- 2 dicembre - Augustas Pečiukevičius, cestista lituano
- 2 dicembre - Charlie Puth, cantautore, produttore discografico e personaggio televisivo statunitense
- 2 dicembre - Kelyn Rowe, ex calciatore statunitense
- 2 dicembre - Yūmi Suzuki, giocatrice di curling giapponese
- 2 dicembre - Isaiah Sykes, cestista statunitense
- 2 dicembre - Andy Yiadom, calciatore inglese
- 2 dicembre - Ta'Quan Zimmerman, ex cestista statunitense
- 3 dicembre - Torgeir Børven, calciatore norvegese
- 3 dicembre - Ashley Bruner, ex cestista e allenatrice di pallacanestro statunitense
- 3 dicembre - Shanley Caswell, attrice e ex modella statunitense
- 3 dicembre - Simon Desthieux, ex biatleta francese
- 3 dicembre - Luis Felipe Gallegos, calciatore cileno
- 3 dicembre - Gaudiano, cantautore italiano
- 3 dicembre - Ekaterine Gorgodze, tennista georgiana
- 3 dicembre - Cody Kessel, pallavolista statunitense
- 3 dicembre - Kate King, modella canadese
- 3 dicembre - Jakub Parzeński, cestista polacco
- 3 dicembre - Dominika Sobolska, pallavolista belga
- 3 dicembre - Matthias Sommer, bobbista e ex velocista tedesco
- 3 dicembre - Aaron Thomas, cestista statunitense
- 3 dicembre - Armando Vajushi, ex calciatore albanese
- 3 dicembre - Dariusz Wyka, cestista polacco
- 4 dicembre - Chaker Alhadhur, calciatore francese
- 4 dicembre - Hayley Arceneaux, astronauta statunitense
- 4 dicembre - Auston Barnes, cestista statunitense
- 4 dicembre - Francesca Calabrese, attrice italiana
- 4 dicembre - Nikola Ćirković, calciatore serbo
- 4 dicembre - Duje Dukan, cestista croato
- 4 dicembre - Samuel García, velocista spagnolo
- 4 dicembre - Max Holloway, artista marziale misto statunitense
- 4 dicembre - John Lotulelei, giocatore di football americano statunitense
- 4 dicembre - Vasilīs Mantzīs, calciatore greco
- 4 dicembre - André Roberson, cestista statunitense
- 4 dicembre - Andre Stringer, ex cestista statunitense
- 4 dicembre - Cristian Valencia, calciatore colombiano
- 4 dicembre - Lomepal, rapper e cantante francese
- 4 dicembre - Reality Winner, attivista e linguista statunitense
- 4 dicembre - Andrew Yogan, hockeista su ghiaccio canadese
- 5 dicembre - Matías Alemanno, rugbista a 15 argentino
- 5 dicembre - Hornet La Frappe, rapper francese
- 5 dicembre - Simon Billy, sciatore di velocità francese
- 5 dicembre - Dana Cranston, pallavolista canadese
- 5 dicembre - Omar Elabdellaoui, ex calciatore norvegese
- 5 dicembre - Renaud Emond, ex calciatore belga
- 5 dicembre - Cam Fowler, hockeista su ghiaccio canadese
- 5 dicembre - Ivan Radojičić, giocatore di football americano serbo
- 5 dicembre - Jonathan Ring, calciatore svedese
- 5 dicembre - Jacopo Sala, calciatore italiano
- 5 dicembre - Talir Satterfield-Rowe, ex giocatore di football americano e allenatore di football americano statunitense
- 5 dicembre - Carolin Schäfer, multiplista tedesca
- 5 dicembre - Christian Yelich, giocatore di baseball statunitense
- 5 dicembre - Abdellah Zoubir, calciatore francese
- 6 dicembre - Yasemin Adar, lottatrice turca
- 6 dicembre - Marquis Addison, cestista statunitense
- 6 dicembre - José Ayoví, calciatore ecuadoriano
- 6 dicembre - Rachel Daly, calciatrice inglese
- 6 dicembre - Andréa Fileccia, ex calciatore belga
- 6 dicembre - Stephen Holt, cestista statunitense
- 6 dicembre - Rachel Jarry, cestista australiana
- 6 dicembre - Jeremy Langford, giocatore di football americano statunitense
- 6 dicembre - Milica Mandić, taekwondoka serba
- 6 dicembre - Coco Vandeweghe, ex tennista statunitense
- 7 dicembre - William Alves, calciatore brasiliano
- 7 dicembre - Jonathan Barlow, giocatore di calcio a 5 e calciatore norvegese
- 7 dicembre - Camil Domínguez, pallavolista dominicana
- 7 dicembre - Hafsatu Kamara, velocista sierraleonese
- 7 dicembre - Domenico Marzaioli, ex cestista italiano
- 7 dicembre - Alessia Mesiano, pugile italiana
- 7 dicembre - Taqele Naiyaravoro, rugbista a 15 e rugbista a 13 australiano
- 7 dicembre - Dori Sakurada, attore, modello e cantante giapponese
- 7 dicembre - Delphin Tshiembe, calciatore congolese (Repubblica Democratica del Congo)
- 7 dicembre - Łukasz Wiśniowski, ciclista su strada polacco
- 7 dicembre - Chris Wood, calciatore neozelandese
- 8 dicembre - David Amerson, giocatore di football americano statunitense
- 8 dicembre - Giovanni Caccialupi, giocatore di football americano italiano
- 8 dicembre - Jonathan Dowling, ex giocatore di football americano statunitense
- 8 dicembre - Marcus Kane, calciatore nordirlandese
- 8 dicembre - Justin Snith, ex slittinista canadese
- 8 dicembre - Melanie Tonello, attrice canadese
- 8 dicembre - Bruno de Jesus Pacheco, calciatore brasiliano
- 9 dicembre - PnB Rock, cantautore e rapper statunitense († 2022)
- 9 dicembre - Lotte van Beek, pattinatrice di velocità su ghiaccio olandese
- 9 dicembre - Gabriel Carabajal, calciatore argentino
- 9 dicembre - Choi Min-ho, cantante e attore sudcoreano
- 9 dicembre - Serena Ferroli, calciatrice italiana
- 9 dicembre - Langston Galloway, cestista statunitense
- 9 dicembre - Maria Gaspari, giocatrice di curling italiana
- 9 dicembre - Jeoselyna Rodríguez, pallavolista dominicana
- 9 dicembre - Johannes Rydzek, combinatista nordico tedesco
- 9 dicembre - Zhang Jiaqi, calciatore cinese
- 10 dicembre - Davide Armanini, kickboxer italiano
- 10 dicembre - Adjehi Baru, cestista ivoriano
- 10 dicembre - Michael Berry, velocista statunitense
- 10 dicembre - Kiki Bertens, ex tennista olandese
- 10 dicembre - Giacomo Brancoli, rugbista a 15 italiano
- 10 dicembre - Franco Costa, calciatore argentino
- 10 dicembre - Irene Diwiak, scrittrice austriaca
- 10 dicembre - Mikael Dyrestam, calciatore svedese
- 10 dicembre - Fumettibrutti, fumettista e attivista italiana
- 10 dicembre - Radu Gînsari, calciatore moldavo
- 10 dicembre - Brad Inman, calciatore australiano
- 10 dicembre - Rita Keszthelyi, pallanuotista ungherese
- 10 dicembre - David Komatz, biatleta austriaco
- 10 dicembre - KiKi Layne, attrice statunitense
- 10 dicembre - Elisa Longo Borghini, ciclista su strada italiana
- 10 dicembre - Bryan McBride, altista statunitense
- 10 dicembre - Thomas Oar, ex calciatore australiano
- 10 dicembre - Eric Reid, giocatore di football americano statunitense
- 10 dicembre - Joan Sastre, cestista spagnolo
- 10 dicembre - Josep Señé, calciatore spagnolo
- 10 dicembre - Andrea Settembrini, calciatore italiano
- 10 dicembre - Satoru Uyama, schermidore giapponese
- 10 dicembre - Dion Waiters, ex cestista statunitense
- 11 dicembre - Emma Appleton, attrice e modella britannica
- 11 dicembre - Anna Bergendahl, cantante svedese
- 11 dicembre - Laura Greenwood, attrice britannica
- 11 dicembre - Nick Kellogg, ex cestista statunitense
- 11 dicembre - Samson Koti, calciatore salomonese
- 11 dicembre - Matías Laba, calciatore argentino
- 11 dicembre - Bryant Mbamalu, ex cestista statunitense
- 11 dicembre - Sebastian Mladen, calciatore rumeno
- 11 dicembre - Cristian Montaño, calciatore colombiano
- 11 dicembre - Luiz Felipe Outerelo, tuffatore brasiliano
- 11 dicembre - Santa Pakenytė, judoka lituana
- 11 dicembre - Edoardo Ruffolo, rugbista a 15 italiano
- 11 dicembre - Lukáš Rypl, ex combinatista nordico ceco
- 11 dicembre - Ryō Sugai, sciatore alpino e sciatore freestyle giapponese
- 11 dicembre - Jan Vandrey, canoista tedesco
- 11 dicembre - Filip Žderić, ex calciatore croato
- 12 dicembre - Dyllan Christopher, attore statunitense
- 12 dicembre - Michael DiGregorio, cestista filippino
- 12 dicembre - Annette Edmondson, ex pistard e ciclista su strada australiana
- 12 dicembre - Nenad Gavrić, calciatore serbo
- 12 dicembre - Oni Lattin, pallavolista statunitense
- 12 dicembre - Jaime Lorente, attore spagnolo
- 12 dicembre - Daniel Magder, attore canadese
- 12 dicembre - Sophie Pacini, pianista tedesca
- 12 dicembre - Fabrizio Paghera, calciatore italiano
- 12 dicembre - Alessio Sabbione, calciatore italiano
- 12 dicembre - Maria Selmaier, lottatrice tedesca
- 12 dicembre - Demi Stokes, calciatrice inglese
- 12 dicembre - El'murat Tasmuradov, lottatore uzbeko
- 12 dicembre - Aleksandar Šćekić, calciatore montenegrino
- 13 dicembre - Tendayi Darikwa, calciatore inglese
- 13 dicembre - Ismaël Diakité, calciatore mauritano
- 13 dicembre - Daniel Doheny, attore canadese
- 13 dicembre - Mohamed Hamdi, calciatore egiziano
- 13 dicembre - Ksenija Karelina, ballerina russa
- 13 dicembre - Dermot Kennedy, cantautore irlandese
- 13 dicembre - Senah Mango, calciatore togolese
- 13 dicembre - Sara McManus, giocatrice di curling svedese
- 13 dicembre - Matías Pisano, calciatore argentino
- 13 dicembre - Mohammad Rahbari, schermidore iraniano
- 13 dicembre - Aleksandar Sedlar, calciatore serbo
- 13 dicembre - Marine Serre, stilista francese
- 13 dicembre - Gastón Soffritti, attore argentino
- 13 dicembre - Vladimir Tarasenko, hockeista su ghiaccio russo
- 13 dicembre - Ruby Tui, rugbista a 15 neozelandese
- 13 dicembre - Michele Visentin, rugbista a 15 italiano
- 13 dicembre - Nikola Vukčević, calciatore montenegrino
- 14 dicembre - Offset, rapper statunitense
- 14 dicembre - Devin Gardner, ex giocatore di football americano statunitense
- 14 dicembre - Heliardo, calciatore brasiliano
- 14 dicembre - Tabea Kemme, ex calciatrice tedesca
- 14 dicembre - Tommaso Leoni, snowboarder italiano
- 14 dicembre - Luis Martínez, calciatore guatemalteco
- 14 dicembre - Samantha Peszek, ginnasta statunitense
- 14 dicembre - Tyler Sanders, pallavolista canadese
- 14 dicembre - Stefflon Don, rapper e cantante britannica
- 14 dicembre - Šandor Vajda, calciatore ucraino
- 15 dicembre - Tatiana Bonetti, calciatrice italiana
- 15 dicembre - Choi Young-jun, calciatore sudcoreano
- 15 dicembre - Conor Daly, pilota automobilistico statunitense
- 15 dicembre - Farah Eslaquit, modella nicaraguense
- 15 dicembre - Mattia Giardi, calciatore sammarinese
- 15 dicembre - Jehue Gordon, ostacolista trinidadiano
- 15 dicembre - Alana Haim, attrice e cantante statunitense
- 15 dicembre - Gavan Holohan, calciatore irlandese
- 15 dicembre - Dustin Illetschko, giocatore di football americano austriaco
- 15 dicembre - Saša Jovanović, calciatore serbo
- 15 dicembre - Pierre-Michel Lasogga, calciatore tedesco
- 15 dicembre - Brede Moe, calciatore norvegese
- 15 dicembre - Mohamed N'Doye, calciatore senegalese
- 15 dicembre - Ben Treffers, nuotatore australiano
- 15 dicembre - William Douglas de Amorim, calciatore brasiliano
- 16 dicembre - Mawouna Amevor, calciatore togolese
- 16 dicembre - Marc Bollengier, arbitro di calcio francese
- 16 dicembre - Corey Brown, giocatore di football americano statunitense
- 16 dicembre - Pietro Castellitto, attore, regista e sceneggiatore italiano
- 16 dicembre - Gabriel Chironi, calciatore argentino
- 16 dicembre - Mark Connolly, calciatore irlandese
- 16 dicembre - Paulius Dambrauskas, cestista lituano
- 16 dicembre - Darío Denis, calciatore uruguaiano
- 16 dicembre - Aleksandar Đoković, calciatore serbo
- 16 dicembre - Macarena D'Urso, cestista argentina
- 16 dicembre - Andreas Hofmann, giavellottista tedesco
- 16 dicembre - David Johnson, ex giocatore di football americano statunitense
- 16 dicembre - Joaquín Molina, calciatore argentino
- 16 dicembre - Jevhen Morozenko, calciatore ucraino
- 16 dicembre - Kazuki Nagasawa, calciatore giapponese
- 16 dicembre - Rebekah Roller, allenatrice di calcio e ex calciatrice statunitense
- 16 dicembre - Matt Shea, giornalista e conduttore televisivo britannico
- 16 dicembre - Éric Vandenabeele, calciatore francese
- 17 dicembre - Jin Izumisawa, calciatore giapponese
- 17 dicembre - DaQuan Jones, giocatore di football americano statunitense
- 17 dicembre - Nadech Kugimiya, attore, modello e cantante thailandese
- 17 dicembre - Carmelo Musumeci, giocatore di calcio a 5 e calciatore italiano
- 17 dicembre - Elvin Məmişzadə, pugile azero
- 17 dicembre - Michail Ryžov, marciatore russo
- 17 dicembre - Ravinder Singh, calciatore indiano
- 17 dicembre - Kentwan Smith, cestista bahamense
- 17 dicembre - Toma T'abat'adze, calciatore georgiano
- 17 dicembre - Daniel Tay, attore statunitense
- 17 dicembre - Tom Walker, musicista e cantautore britannico
- 17 dicembre - Sou Yaty, calciatore cambogiano
- 18 dicembre - Dmitrij Aleksanin, schermidore kazako
- 18 dicembre - Ricardo Allen, ex giocatore di football americano statunitense
- 18 dicembre - Matías Gastón Castro, calciatore argentino
- 18 dicembre - Justin Hardy, giocatore di football americano statunitense
- 18 dicembre - Clement Kiprono Langat, maratoneta e mezzofondista keniota
- 18 dicembre - Nikola Krčmarević, calciatore serbo
- 18 dicembre - Rosmeri Marval, attrice, modella e ballerina venezuelana
- 18 dicembre - Milivoje Mijović, cestista serbo
- 18 dicembre - Ricardo Jorge Pires Gomes, calciatore capoverdiano
- 18 dicembre - José Adolfo Valencia, calciatore colombiano
- 18 dicembre - Julian Washburn, cestista statunitense
- 19 dicembre - Tom Ainsley, attore inglese
- 19 dicembre - Steven Berghuis, calciatore olandese
- 19 dicembre - Jorge Blanco, attore, cantante e ballerino messicano
- 19 dicembre - Declan Galbraith, cantante britannico
- 19 dicembre - Craig Goodwin, calciatore australiano
- 19 dicembre - Tyler Haws, ex cestista statunitense
- 19 dicembre - Robert Hess, scacchista statunitense
- 19 dicembre - Josh Huestis, ex cestista statunitense
- 19 dicembre - Samuel Ikpefan, fondista francese
- 19 dicembre - Keiynan Lonsdale, attore, cantante e ballerino australiano
- 19 dicembre - Baggio Rakotonomenjanahary, calciatore malgascio
- 19 dicembre - Jack River, cantautrice, polistrumentista e produttrice discografica australiana
- 19 dicembre - Sara Shaw, pallavolista statunitense
- 19 dicembre - Morgan Sulele, cantante norvegese
- 19 dicembre - Kensi Tangis, calciatore vanuatuano
- 19 dicembre - Roger Thompson, ex calciatore canadese
- 19 dicembre - Sumire Uesaka, doppiatrice, attrice e cantante giapponese
- 19 dicembre - Jamael Westman, attore britannico
- 19 dicembre - Reham Yacoub, attivista irachena († 2020)
- 20 dicembre - Yasir Al-Fahmi, calciatore saudita
- 20 dicembre - Martavis Bryant, giocatore di football americano statunitense
- 20 dicembre - Andrea Caciagli, regista italiano
- 20 dicembre - Beatrice Callegari, nuotatrice artistica italiana
- 20 dicembre - Joss Christensen, sciatore freestyle statunitense
- 20 dicembre - Maxime Deschamps, pattinatore artistico su ghiaccio canadese
- 20 dicembre - Isabel Durant, attrice e ballerina australiana
- 20 dicembre - Jorginho, calciatore brasiliano
- 20 dicembre - Marc Oliveras, ex sciatore alpino e sciatore freestyle andorrano
- 20 dicembre - Jamie Paterson, calciatore inglese
- 20 dicembre - Xavier Pollard, cestista statunitense
- 20 dicembre - Jillian Rose Reed, attrice statunitense
- 20 dicembre - Mike Rostampour, cestista statunitense
- 20 dicembre - Pietro Sandei, cavallerizzo italiano
- 20 dicembre - Fabian Schär, calciatore svizzero
- 20 dicembre - Colin Woodell, attore statunitense
- 20 dicembre - Silvia Zanolo, ex ginnasta italiana
- 21 dicembre - Juan David Castro, calciatore messicano
- 21 dicembre - Kony Ealy, giocatore di football americano statunitense
- 21 dicembre - Osinachi Ohale, calciatrice nigeriana
- 21 dicembre - Otis, wrestler statunitense
- 21 dicembre - Maria Prevolaraki, lottatrice greca
- 21 dicembre - Riccardo Saponara, ex calciatore italiano
- 21 dicembre - Kevin Smith, ex giocatore di football americano statunitense
- 21 dicembre - Arik Yanko, calciatore israeliano
- 21 dicembre - Steven Zhang, dirigente sportivo e imprenditore cinese
- 22 dicembre - Ricky Aitamai, calciatore francese
- 22 dicembre - Paul Alo-Emile, rugbista a 15 neozelandese
- 22 dicembre - Wonlo Coulibaly, calciatore ivoriano
- 22 dicembre - Lukas Grozurek, calciatore austriaco
- 22 dicembre - Maja Jager, arciere danese
- 22 dicembre - DaBaby, rapper e cantautore statunitense
- 22 dicembre - Luis Machado, calciatore uruguaiano
- 22 dicembre - Harrinson Mancilla, calciatore colombiano
- 22 dicembre - Răzvan Martin, sollevatore rumeno
- 22 dicembre - Bojan Matić, calciatore serbo
- 22 dicembre - Ashton Moio, attore e stuntman statunitense
- 22 dicembre - Téji Savanier, calciatore francese
- 23 dicembre - Sofia Black-D'Elia, attrice statunitense
- 23 dicembre - Maggie Cogger-Orr, arbitro di rugby a 15 neozelandese
- 23 dicembre - Leo Fernandes, calciatore brasiliano
- 23 dicembre - Marin Grujević, calciatore croato
- 23 dicembre - Immanuel Höhn, ex calciatore tedesco
- 23 dicembre - Randell Johnson, giocatore di football americano statunitense
- 23 dicembre - Sofiane Khadda, calciatore francese
- 23 dicembre - Ivan Marković, calciatore serbo
- 23 dicembre - Dominika Mirgová, cantante slovacca
- 23 dicembre - Jenny Perret, giocatrice di curling svizzera
- 23 dicembre - Trevor Releford, ex cestista statunitense
- 23 dicembre - Arbër Shala, calciatore kosovaro
- 23 dicembre - Lorenzo Taliaferro, giocatore di football americano statunitense († 2020)
- 23 dicembre - Kyren Wilson, giocatore di snooker inglese
- 24 dicembre - Thom de Boer, nuotatore olandese
- 24 dicembre - Fong Yee Pui, ex velocista hongkonghese
- 24 dicembre - Antoine Gakeme, mezzofondista burundese
- 24 dicembre - A.J. Johnson, giocatore di football americano statunitense
- 24 dicembre - Marcel Mathis, ex sciatore alpino austriaco
- 24 dicembre - Mikaela Matthews, sciatrice freestyle statunitense
- 24 dicembre - Eric Moreland, cestista statunitense
- 24 dicembre - Taylor Zakhar Perez, attore statunitense
- 24 dicembre - Desiree Righi, artista marziale e ex calciatrice italiana
- 24 dicembre - Ismail Sassi, calciatore francese
- 24 dicembre - Louis Tomlinson, cantautore britannico
- 25 dicembre - Andrija Dragojević, calciatore montenegrino
- 25 dicembre - Giorgieness, cantautrice italiana
- 25 dicembre - Chiara Ianni, ex ginnasta italiana
- 25 dicembre - Shō Inagaki, calciatore giapponese
- 25 dicembre - Issam Jebali, calciatore tunisino
- 25 dicembre - Mamadou Koné, calciatore ivoriano
- 25 dicembre - Quirine Lemoine, ex tennista olandese
- 25 dicembre - Zhang Anda, giocatore di snooker cinese
- 25 dicembre - Cristhian Árabe, calciatore boliviano
- 26 dicembre - Rui Pedro Bragança, taekwondoka portoghese
- 26 dicembre - Scott Eatherton, cestista statunitense
- 26 dicembre - Dylan Ennis, cestista canadese
- 26 dicembre - Antonio German, ex calciatore grenadino
- 26 dicembre - Mitchell Mann, giocatore di snooker inglese
- 26 dicembre - Kama Massampu, calciatore francese
- 26 dicembre - Emilija Nikolova, ex pallavolista bulgara
- 26 dicembre - Jesús Andrés Lugones Ruggeri, schermidore argentino
- 26 dicembre - Brandon Scherff, ex giocatore di football americano statunitense
- 26 dicembre - Eden Sher, attrice statunitense
- 26 dicembre - Trevor Siemian, giocatore di football americano statunitense
- 26 dicembre - TrayVonn Wright, ex cestista statunitense
- 27 dicembre - Milica Bezarević, pallavolista serba
- 27 dicembre - Lorella Boccia, ballerina e conduttrice televisiva italiana
- 27 dicembre - Abdou Rahman Dampha, calciatore gambiano
- 27 dicembre - Keko, calciatore spagnolo
- 27 dicembre - Jimi Blue Ochsenknecht, attore e cantante tedesco
- 27 dicembre - Eric Schlomm, giocatore di football americano tedesco
- 27 dicembre - Chloe Bridges, attrice statunitense
- 27 dicembre - Luka Vončina, cestista sloveno
- 27 dicembre - Patricia Willi, calciatrice svizzera
- 27 dicembre - Danny Wilson, calciatore scozzese
- 28 dicembre - Bence Bátori, pallanuotista ungherese
- 28 dicembre - Cory Burke, calciatore giamaicano
- 28 dicembre - Ronald Kampamba, calciatore zambiano
- 28 dicembre - Vasilīs Kavvadas, cestista greco
- 28 dicembre - Stefano Travaglia, tennista italiano
- 29 dicembre - Lassana Camará, calciatore guineense
- 29 dicembre - Steven Caulker, calciatore sierraleonese
- 29 dicembre - Jordan Clark, ballerina e attrice canadese
- 29 dicembre - Giancarlo Commare, attore italiano
- 29 dicembre - John Lennon Silva Santos, calciatore brasiliano
- 29 dicembre - Gabriel Olaseni, cestista britannico
- 29 dicembre - Laura Partenio, pallavolista italiana
- 29 dicembre - Joseph Randle, giocatore di football americano statunitense
- 29 dicembre - Maria Zreik, attrice palestinese
- 29 dicembre - Petra Záplatová, cestista ceca
- 30 dicembre - Keyner Brown, calciatore costaricano
- 30 dicembre - Simon Casse, pentatleta francese
- 30 dicembre - Gustavo Correia, arbitro di calcio portoghese
- 30 dicembre - Camila Giorgi, ex tennista italiana
- 30 dicembre - Melanie Margalis, nuotatrice statunitense
- 30 dicembre - Kurumi Nara, ex tennista giapponese
- 30 dicembre - Vittorio Emanuele Propizio, attore italiano
- 30 dicembre - Gleb Retivych, fondista russo
- 30 dicembre - Simon Rrumbullaku, ex calciatore albanese
- 30 dicembre - Pape Sané, calciatore senegalese
- 30 dicembre - Jessica Springsteen, cavallerizza statunitense
- 30 dicembre - Brad Waldow, cestista statunitense
- 30 dicembre - Siyanda Xulu, calciatore sudafricano
- 31 dicembre - Harouna Abou Demba, calciatore francese
- 31 dicembre - Denée Benton, attrice e cantante statunitense
- 31 dicembre - Kelsey Bone, cestista statunitense
- 31 dicembre - Will Brown, tiratore a segno statunitense
- 31 dicembre - Claudio Coviello, danzatore italiano
- 31 dicembre - Djené Dakonam, calciatore togolese
- 31 dicembre - Mamadou Fall, calciatore senegalese
- 31 dicembre - Romain Febvre, pilota motociclistico francese
- 31 dicembre - Didrik Fløtre, calciatore norvegese
- 31 dicembre - Shohrux Gadoyev, calciatore uzbeko
- 31 dicembre - Bojana Jovanovski, ex tennista serba
- 31 dicembre - Ihor Kostenko, giornalista e attivista ucraino († 2014)
- 31 dicembre - Tyler Larson, ex cestista e allenatore di pallacanestro statunitense
- 31 dicembre - Bara Mamadou Ndiaye, calciatore senegalese
- 31 dicembre - Juan Carlos Portillo, calciatore salvadoregno
- 31 dicembre - José Ribas, ex pallavolista portoricano
- 31 dicembre - Mouhamed Soueid, calciatore mauritano
- 31 dicembre - Laura Staelhi, schermitrice svizzera
- 31 dicembre - ND Stevenson, fumettista statunitense
- 31 dicembre - Ibrahima Mamadou Sy, calciatore mauritano
- 31 dicembre - Gréta Szakmáry, pallavolista ungherese
- 31 dicembre - Kyivstoner, rapper e attore ucraino
- 31 dicembre - James Wright, giocatore di football americano statunitense